# Allan Heinberg
Allan Heinberg é um autor de histórias em quadrinhos americanas. É o criador da série Young Avengers, publicada pela Marvel Comics. Foi indicado por seu trabalho na revista ao Eisner Award de "Melhor Escritor" em 2006. A série foi indicada ao Eisner Award de "Melhor Série" no ano seguinte e é notória por apresentar, dentre seus personagens, um casal de super-heróis formado por dois jovens homossexuais, Wiccano e Hulking, tendo sido inclusive premiada na categoria "Destaque em Quadrinhos" do GLAAD Media Awards. Heinberg também escreveu o roteiro do filme Mulher Maravilha, lançado em 2017.